# 馬幼垣
馬幼垣（1940年—），男，廣東番禺人，生於香港。香港大學文學士、美國耶魯大學博士。曾於美國夏威夷大學執教，1996年退休後，改任該校終身榮譽教授。其後於美國史丹福大學、國立臺灣大學、國立清華大學、東海大學、香港大學、嶺南大學擔任客座或兼任教授，至2006年二度退休。研究領域以中國古典小說和中國海軍史為主。

## 著作

### 個人著作
- 《中國小說史集稿》（台北：時報出版，1980）
- 《水滸論衡》（台北：聯經出版，1992）
- 《水滸人物之最》（台北：聯經出版，2003）
- 《水滸二論》（台北：聯經出版，2005；簡體字版，北京：生活·讀書·新知三聯書店，2007）
- 《實事與構想：中國小說史論釋》（台北：聯經出版，2007）
- 《靖海澄疆：中國近代海軍史事考詮》（台北：聯經出版，2009；簡體字版，北京：中華書局，2013）

### 編著
- 馬幼垣、劉紹銘、胡萬川編：《中國傳統短篇小說選集》（台北：聯經出版，1981）